# Мужские разборки
«Мужские разборки» (фр. Du rififi chez les hommes) — самый знаменитый фильм режиссёра Жюля Дассена, один из первых фильмов-ограблений, вершина французского нуара. Снят в 1955 году по одноимённому роману Огюста Ле Бретона. Музыку к фильму написал Жорж Орик, главную роль исполнил Жан Сервэ. Картина содержит несколько сцен, вошедших в золотой фонд мирового кино, — получасовая сцена ограбления ювелирного магазина на улице Риволи, снятая с максимальной реалистичностью, в полной тишине; чувственное выступление Магали Ноэль перед мужчинами в ночном клубе; предсмертная агония главного героя за рулём автомобиля. В 2000 году восстановленная версия фильма с успехом прошла по американским киноэкранам.

## Сюжет
Тони из Сент-Этьена (сент-этьенец по-французски le Stéphanois) отмотал 5-летний срок за ограбление ювелирного магазина. Вернувшись в Париж, он первым делом возобновляет знакомство со своим подопечным в преступном мире — молодым Жо Шведом. У того есть жена и растёт ребёнок, а Тони одинок. Его подруга Мадо изменила ему с Грюттером — гангстером, который заправляет ночным клубом «Золотой век». Заманив некогда любимую женщину к себе в квартиру, Тони раздевает её… чтобы исполосовать ремнём. Мадо принимает решение уйти от Грюттера. Тот винит во всём Тони и жаждет мести.
Между тем жизнерадостный итальянец Марио предлагает Жо и Тони провернуть ограбление фешенебельного ювелирного магазина «Mappin & Webb» на рю Риволи: достаточно разбить витрину и прихватить с собой несколько выставленных в ней вещиц. Тони соглашается участвовать в деле при условии, что сообщники вскроют сейф, где хранятся остальные ценности. Для этого к делу подключают знаменитого миланского медвежатника по кличке Цезарь. Ночью все четверо проникают в пустующую квартиру над магазином, проделывают отверстие в полу, спускаются в магазин, хитроумным способом отключают сигнализацию с помощью пены и вскрывают набитый драгоценностями сейф…
Проблемы начинаются, когда Цезарь в порыве страсти дарит похищенное в магазине кольцо одной из певичек, которые работают на Грюттера. Увидев кольцо, тот сразу понимает, что за нашумевшим преступлением стоит его враг Сент-Этьенец. Он разделывается с Марио и его женой, а пятилетнего сынишку Жо берёт в заложники. В наказание за предательство интересов банды Тони убивает Цезаря и с помощью Мадо добирается до загородной виллы, где держит маленького заложника помощник Грюттера наркоман Реми. Убив Реми и забрав мальчика, Сент-Этьенец направляется к ближайшему телефону, чтобы сообщить об успехе, но не успевает, так как Швед уже выехал в направлении виллы с деньгами в качестве выкупа за сына. Вернувшись на виллу, Сент-Этьенец находит Шведа убитым, а Грюттера — с чемоданом, полным денег. В перестрелке он убивает Грюттера, но сам получает тяжёлое смертельное ранение в живот. Истекая кровью в кабриолете Грюттера и с трудом соблюдая все правила дорожного движения в предсмертной агонии, он доставляет мальчика до дома, после чего умирает прямо за рулём, привлекая этим внимание полиции, на заднем сиденье кабриолета сразу обнаружившей чемодан с парой сотен миллионов франков.

## Актёры и персонажи
- Жан Серве — Тони «Стефануа»: гангстер, недавно вышедший из тюрьмы, где отсидел пять лет за кражу драгоценностей. Самый старый участник ограбления, крёстный отец Тонио, сына Жо «Шведа».
- Карл Мёнер[англ.] — Жо «Швед»: молодой шведский гангстер, из-за которого Тони получил пятилетний срок. Жо предлагает Тони поучаствовать в ограблении.
- Роберт Мануэль — Марио Феррати: беззаботный итальянский гангстер, которому пришла в голову идея ограбить ювелирный магазин.
- Жюль Дассен — Миланский Цезарь: эксперт по взлому сейфов, нанятый Тони и питающий слабость к женщинам. Дассен играл эту роль под псевдонимом Перло Вита.
- Магали Ноэль — Вивиан: певичка из ночного клуба, которая влюбляется в Миланского Цезаря; она поет заглавную песню фильма.
- Клод Сильвен — Ида: жена Марио Феррати
- Марсель Луповичи — Пьер Грютер: лидер банды Грюттера и владелец ночного клуба «Золотой век».
- Робер Оссейн — Реми Грюттер: член банды Грюттера, пристрастившийся к героину.
- Пьер Грассе — Луи Грюттер: член банды Грюттера.
- Мари Сабуре — Мадо: бывшая любовница Тони «Стефануа» и нынешняя любовница Пьера Грюттера.
- Доминик Морен — Тонио, маленький сын Жо «Шведа».
- Джанин Дарси — Луиза, жена Жо и мать Тонио.

## Обстоятельства создания и выхода фильма
«Мужские разборки» — первый за 5 лет фильм американского режиссёра Жюля Дассена, изгнанного в годы маккартизма из Голливуда. Дассен оказался отлучён от профессии по навету своих собственных коллег. Отголоски его горечи чувствуются в сцене расправы Тони над Цезарем (которого, по иронии, сыграл сам Дассен). Эта сцена, отсутствующая в романе, была введена в фильм по настоянию самого режиссёра.

Роман Лебретона представлял собой смесь натурализма (доходящего до некрофилии), мачизма и расизма. В книге отношения выясняют между собой группировки, сформированные по национальному признаку. Эта сторона книги вызвала сильное неприятие Дассена, и он постарался по возможности сгладить её. Сценарий был написан им по-английски всего за 10 дней. До того, как в качестве режиссёра был утверждён Дассен, предполагалось, что картину поставит Жан-Пьер Мельвиль. 
Что мне больше всего понравилось, так это наблюдать за публикой в парижских кинотеатрах. Респектабельные буржуа, которые ходят в кино, сопереживали ворам во время ограбления. Когда я писал сценарий, я знал, что… фильм сработает только в том случае, если я заставлю зрителей переживать за них.
Фильм снимался на крошечный бюджет с актёрами второго ряда. На роль опустившегося гангстера был выбран страдавший алкоголизмом Жан Сервэ; роль Цезаря оставил за собой сам режиссёр. Несмотря на возражения продюсеров, Дассен настоял на отказе от драк (без которых тогда не обходился во Франции ни один фильм криминального жанра) и от съёмок при солнечном свёте («все должно быть серым», — объяснял он).
Фильм имел успех в Каннах, где Дассену присудили приз за лучшую режиссуру. Особенно хвалили заключительные сцены, где мир показан глазами теряющего сознание героя Сервэ. В США фильм натолкнулся на цензурные трудности; говорили, что сцены насилия зашкаливают. После того, как фильму предпослали нравоучительный эпиграф из Библии, он вышел в американский прокат и имел там большой успех. Дассен стал первым, кому удалось без потерь вырваться из чёрного списка Голливуда.
В то же время некоторые страны запретили фильм к показу как своего рода учебник для воров. Например, в Мексике было объявлено, что фильм породил целую волну ограблений ювелирных магазинов.

## Критика
«Мужские разборки» установили планку качества криминального жанра во французском кинематографе на несколько десятилетий вперёд. «Из одного из худших детективов, которые я читал, Жюль Дассен сотворил лучший кинодетектив, который я видел», — восторгался фильмом Франсуа Трюффо. По мнению Базена, Дассен привнёс в криминальный жанр неслыханный доселе гуманизм. Годар, напротив, полагает, что фильм Дассена выдержал испытание временем куда хуже, чем вдохновлённый им же «Боб-игрок» или вдохновивший его фильм «Не тронь добычу» с Жаном Габеном в главной роли.
Англоязычных критиков в фильме Дассена поразило обилие сцен жестокости и насилия. Британская Daily Herald писала, что в сравнении с французской картиной «американская экранная жестокость сойдёт за чаепитие под сенью старинного собора». Кинообозреватель New York Times назвал «Мужские разборки» «едва ли не самым отточенным криминальным фильмом, когда-либо созданным во Франции». По мнению Роджера Эберта, отголоски «Рифифи» слышны в «Убийстве» Кубрика и «Бешеных псах» Тарантино.